# Taekwondo en los Juegos Olímpicos de París 2024
El torneo de taekwondo en los Juegos Olímpicos de París 2024 se realizó en el Grand Palais de París del 7 al 10 de agosto de 2024.
En total fueron disputadas en este deporte 8 pruebas diferentes, 4 masculinas y 4 femeninas. El programa de competiciones se mantuvo como en la edición anterior.

## Clasificación
Participaron en total 134 deportistas (69 hombres y 65 mujeres) de 62 comités olímpicos nacionales pertenecientes a Taekwondo Mundial.

## Calendario
| Fecha→ Categoría ↓ | 07 Mié | 08 Jue | 09 Vie | 10 Sáb |
| ------------------ | ------ | ------ | ------ | ------ |
| –58 kg             | ●      |        |        |        |
| –68 kg             |        | ●      |        |        |
| –80 kg             |        |        | ●      |        |
| +80 kg             |        |        |        | ●      |

| Fecha→ Categoría ↓ | 07 Mié | 08 Jue | 09 Vie | 10 Sáb |
| ------------------ | ------ | ------ | ------ | ------ |
| –49 kg             | ●      |        |        |        |
| –57 kg             |        | ●      |        |        |
| –67 kg             |        |        | ●      |        |
| +67 kg             |        |        |        | ●      |

## Medallistas

### Masculino
| Evento                | Oro                           | Plata                          | Bronce                                                            |
| --------------------- | ----------------------------- | ------------------------------ | ----------------------------------------------------------------- |
| –58 kg (7 de agosto)  | Park Tae-Joon · Corea del Sur | Qaşim Maqomedov · Azerbaiyán   | Mohamed Jalil Yendubi · Túnez Cyrian Ravet · Francia              |
| –68 kg (8 de agosto)  | Ulugbek Rashitov · Uzbekistán | Zaid Karim · Jordania          | Liang Yushuai · República Popular China Edival Pontes · Brasil    |
| –80 kg (9 de agosto)  | Firas Katusi · Túnez          | Mehran Barjordari · Irán       | Simone Alessio · Italia Edi Hrnic · Dinamarca                     |
| +80 kg (10 de agosto) | Arian Salimi · Irán           | Caden Cunningham · Reino Unido | Rafael Alba Castillo · Cuba Cheick Sallah Cissé · Costa de Marfil |

### Femenino
| Evento                | Oro                                | Plata                              | Bronce                                                    |
| --------------------- | ---------------------------------- | ---------------------------------- | --------------------------------------------------------- |
| –49 kg (7 de agosto)  | Panipak Wongpattanakit · Tailandia | Guo Qing · República Popular China | Lena Stojković · Croacia Mobina Nematzadeh · Irán         |
| –57 kg (8 de agosto)  | Kim Yu-Jin · Corea del Sur         | Nahid Kiani · Irán                 | Skylar Park · Canadá Kimia Alizadeh · Bulgaria            |
| –67 kg (9 de agosto)  | Viviana Márton · Hungría           | Aleksandra Perišić · Serbia        | Kristina Teachout · Estados Unidos Sarah Chaari · Bélgica |
| +67 kg (10 de agosto) | Althéa Laurin · Francia            | Svetlana Osipova · Uzbekistán      | Lee Da-Bin · Corea del Sur Nafia Kuş · Turquía            |

## Medallero
| Núm. | País                    | Oro | Plata | Bronce | Total |
| ---- | ----------------------- | --- | ----- | ------ | ----- |
| 1    | Corea del Sur           | 2   | 0     | 1      | 3     |
| 2    | Irán                    | 1   | 2     | 1      | 4     |
| 3    | Uzbekistán              | 1   | 1     | 0      | 2     |
| 4    | Francia                 | 1   | 0     | 1      | 2     |
| 4    | Túnez                   | 1   | 0     | 1      | 2     |
| 6    | Hungría                 | 1   | 0     | 0      | 1     |
| 6    | Tailandia               | 1   | 0     | 0      | 1     |
| 8    | República Popular China | 0   | 1     | 1      | 2     |
| 9    | Azerbaiyán              | 0   | 1     | 0      | 1     |
| 9    | Jordania                | 0   | 1     | 0      | 1     |
| 9    | Reino Unido             | 0   | 1     | 0      | 1     |
| 9    | Serbia                  | 0   | 1     | 0      | 1     |
| 13   | Bélgica                 | 0   | 0     | 1      | 1     |
| 13   | Brasil                  | 0   | 0     | 1      | 1     |
| 13   | Bulgaria                | 0   | 0     | 1      | 1     |
| 13   | Canadá                  | 0   | 0     | 1      | 1     |
| 13   | Costa de Marfil         | 0   | 0     | 1      | 1     |
| 13   | Croacia                 | 0   | 0     | 1      | 1     |
| 13   | Cuba                    | 0   | 0     | 1      | 1     |
| 13   | Dinamarca               | 0   | 0     | 1      | 1     |
| 13   | Estados Unidos          | 0   | 0     | 1      | 1     |
| 13   | Italia                  | 0   | 0     | 1      | 1     |
| 13   | Turquía                 | 0   | 0     | 1      | 1     |
|      | TOTAL                   | 8   | 8     | 16     | 32    |